# Ablation (astronautique)
Pour les articles homonymes, voir Ablation.
L'ablation, dans le domaine de l'astronautique, est l'action d'un flux de matière ou de rayonnement sur la surface d'un corps, entraînant une perte de substance de celui-ci par décomposition chimique, changement d'état ou érosion mécanique. L'ablation de matériaux appropriés déposés à la surface d'un corps permet d'en réduire l'échauffement pendant une durée limitée.
Un flux de matière ou de rayonnement produisant une ablation est qualifié d'ablatif.
Une ablation due à une irradiation par des photons est appelée photoablation.
Le principe de l'ablation a été employé par exemple par les Soviétiques pour le retour sur Terre de capsules de missions Luna. Ainsi, la capsule (inhabitée) de la mission Luna 16 fut la première sonde à retourner des échantillons de la surface de la Lune. Luna 16 a subi une décélération de plus de 350 g avec un angle de rentrée dans l'atmosphère supérieur à 60°. La température d'échauffement importante a été supportée grâce à une protection thermique de type ablative dont la sublimation, c’est-à-dire le passage de l'état solide à l'état gazeux, a absorbé la chaleur dégagée. Par comparaison, le freinage dans les hautes couches de l'atmosphère des missions habitées Apollo entraînait une décélération de 6,5 g.

## Référence
- Arrêté du 20 février 1995 relatif à la terminologie des sciences et techniques spatiales, Légifrance.